# Șimian (okręg Mehedinți)
Șimian – wieś w Rumunii, w okręgu Mehedinți, w gminie Șimian. W 2011 roku liczyła 3844 mieszkańców.